# Сухаја (притока Јоканге)
Сухаја (рус. Сухая) река је која протиче преко северних делова Кољског полуострва на подручју Мурманске области на крајњем северозападу европског дела Руске Федерације. Десна је и највећа притока реке Јоканге и део басена Баренцовог мора. Свој ток започиње у северном делу побрђа Кејви.
Укупна дужина водотока је 97 km, док је површина сливног подручја око 1.340 km². Њене обале су доста ниске и мочварне у горњем, а високе и кањонске у доњем делу тока. У кориту се налазе бројни брзаци и мањи водопади.
Целом дужином свога тока протиче преко територије Ловозерског рејона. На њеним обалама се не налазе насељена места.